# L'Affaire d'un tueur

L'Affaire d'un tueur (How I Spent My Summer Vacation) est un téléfilm américain de William Hale diffusé en 1967.

## Synopsis
Humilié par un milliardaire hautain, un jeune Américain peu scrupuleux prépare sa vengeance.

## Fiche technique
- Production : Universal
- Réalisateur  : William Hale
- Scénariste : Gene Kearney
- Directeur de la photographie : Bud Thackery
- Musicien : Lalo Schifrin
- Durée : 83 minutes
- Format : Couleurs mono
- Genre : Film noir
- Affiche : Constantin Belinsky (France)

## Distribution
- Robert Wagner - Jack Washington
- Peter Lawford - Ned Pine
- Walter Pidgeon - Lewis Gannet
- Jill St John - Nikki Pine
- Michael Ansara - Pucci

## Critique
Un très bon téléfilm noir avec un Robert Wagner étincelant[réf. nécessaire]. 